# Oxymirini
Ялинцеві (лат. Oxymirini Danilevsky, 2014, nec. Althoff & Danilevsky, 1997 — реліктова триба жуків з родини Скрипунових, самостійність якої підтверджена молекулярною філогенією.

## Молекулярна філогенія
У відповідності до молекулярної філогенії на основі мітохондрієвих генів 12S рРНК, 16S рРНК, COI і ядрових генів 18S рРНК, 28S рРНК триба Ялинцеві (Oxymirini) входить до супертриби Древньощелепцеві (Archaecarinatitae Zamoroka, 2022) у підродині Тонкохвісткових (Lepturinae). До складу триби входять такі роди:
- Ялинник — Oxymirus Mulsant, 1862
- Neoxymirus Miroshnikov, 2013
- Proanthophylax Zamoroka, 2022
- Anthophylax LeConte, 1850
- Neanthophylax Linsley & Chemsak, 1972